# Amazing Grace
"Amazing Grace" er en gospelsang, som er skrevet af den engelske præst John Newton (1725–1807) i 1773 og offentliggjort i 1779.
Teksten har et tydeligt budskab om, at tilgivelse og forsoning er muligt for alle, uanset hvilke synder man måtte have begået, samt at sjælen kan blive frelst gennem Guds tilgivelse. Newton menes at have skrevet teksten ud fra egne, personlige erfaringer. Han voksede op uden nogen religiøs tilknytning. Han blev som ung tvangsudskrevet til Royal Navy og deltog blandt andet i slavehandel. I en stormfuld og forfærdelig nat til søs blev han så bange, at han bad Gud om hjælp og barmhjertighed, og dette var det tidspunkt, hvor hans religiøse opvågning begyndte. Efter få år forlod han slavehandelen, og begyndte i stedet at studere teologi.
Han blev ordineret som præst i Church of England i 1764 og blev sjælesørger i en kirke i Buckinghamshire, hvor han også begyndte at skrive salmer og hymner sammen med poeten William Cowper. "Amazing Grace" blev skrevet til en ceremoni første nytårsdag 1773. Det vides ikke, om denne præsentation af versene var med musikledsagelse. Den blev udgivet i en trykt version i 1779, men forblev relativt ukendt i England. Men i USA blev den populær under den bølge af religiøs vækkelse, som kom i starten af 1800-tallet.
Sangen har haft stor udbredelse både som gospel- og som folkemusik. Sangens universelle budskab har gjort, at den har holdt sig populær, og siden 1960'erne er den blevet indspillet adskillige gange med flere af udgivelserne som har opnået hitlisteplaceringer.

## Melodien
Sangen har gennem årene været knyttet til mere end 20 melodier, men i 1835 blev komponisten William Walkers melodi kendt og er den, som bruges i dag. 

## Teksten
Amazing grace! – how sweet the sound -
That saved a wretch like me!
I once was lost, but now I am found,
Was blind, but now I see.
'Twas grace that taught my heart to fear,
And grace my fears relieved;
How precious did that grace appear,
The hour I first believed!
Through many dangers, toils and snares,
I have already come;
'Twas grace that brought me safe thus far,
And grace will lead me home.
The Lord has promised good to me,
His word my hope secures;
He will my shield and portion be,
As long as life endures.
Yes, when this flesh and heart shall fail,
And mortal life shall cease;
I shall possess, within the vail,
A life of joy and peace.
The earth shall soon dissolve like snow,
The sun forbear to shine;
But God, who call'd me here below,
Will be forever mine.

## Indspilninger
Elvis Presley indspillede sin version af "Amazing Grace" hos RCA i deres Studio B i Nashville den 15. marts 1971. Sangen blev udgivet på hans gospel-LP He Touched Me, som kom på gaden i april 1972. Et utal af kunstnere har både før og efter Elvis' udgave indspillet "Amazing Grace", bl.a.:
- Judy Collins
- Rod Stewart
- Joan Baez
- The Royal Scots Dragoon Guards (sækkepibeudgave, som kom på alverdens hitlister i 1972)
- Aretha Franklin
- Johnny Cash
- Willie Nelson